# Agrotis radius
Agrotis radius là một loài bướm đêm trong họ Noctuidae.